# Université Saint Dunstan
L'Université Saint Dunstan (St. Dunstan's University) (SDU) est une ancienne université qui était située dans une banlieue au nord de Charlottetown, Île-du-Prince-Édouard, au Canada.  SDU a fusionné avec le Collège Prince of Wales (Prince of Wales College) (PWC) en 1969 pour créer l'Université de l'Île-du-Prince-Édouard.
Le collège St Dunstan fut fondé par le diocèse catholique romain de Charlottetown, le 15 janvier 1855 comme un séminaire qui formait des jeunes hommes pour le clergé catholique. Au milieu du XXe siècle, le collège s'était développé en une petite université d'arts libéraux. Une inscription précoce après la Seconde Guerre mondiale obligeât un agrandissement qui ajoutât de nouvelles résidences et des édifices pour l'enseignement construits sur le campus situé autour de l'avenue Elm à Charlottetown (le chemin Malpèque). L'université reçut une charte provinciale pour donner des diplômes en 1917 mais donna ses diplômes seulement à la convocation du printemps 1941. Avant cela, SDU était affiliée avec l'Université Laval et donnaient des diplômes joints depuis les années 1890. Après la décision de donner ses propres diplômes, SDU coupât ses liens avec Laval en 1956.
Comme le PWC, SDU avait une école secondaire, offrant aux seniors, une inscription à ceux qui voulaient continuer leurs études académiques ou professionnelles.
Les équipes scolaires de Saint Dunstan se nommaient les Saints.
Dans les années 1960, le gouvernement provincial de l'Île-du-Prince-Édouard débutât une étude critique de ses institutions post-secondaires (PWC et SDU), déduisant qu'une fusion pour former une université provinciale était mieux pour le financement et le service aux étudiants futurs.
La fusion eut des controverses et les émotions étaient fortes parmi les partisans des deux institutions, cependant en mai 1969, les dernières classes graduèrent de PWC et de SDU et les institutions furent fusionnées dans l'Université de l'Île-du-Prince-Édouard qui ouvrit ses portes en septembre 1969 où était le campus de l'Université Saint Dunstan. En même temps que UPEI était créé, l'avenue Elm fut renommée par la ville de Charlottetown à avenue University, qui a toujours ce nom. Le campus PWC de la rue Grafton fut pris par le gouvernement provincial pour créer la base du nouveau collège communautaire provincial, le Collège Holland.

## Anciens étudiants connus
- Don McDougall - homme d'affaires
- James Jeffrey Roche - poète et diplomate américain-irlandais du XIXe siècle